# غوطة دمشق

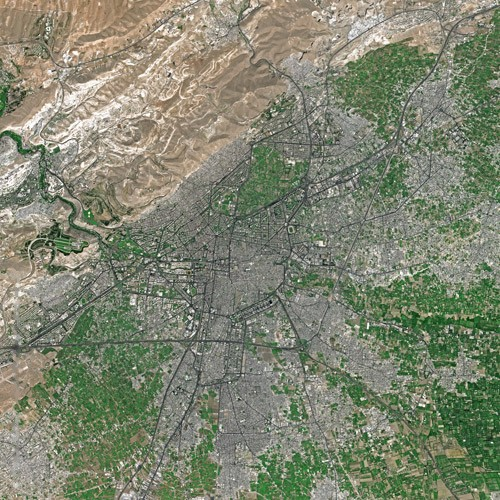
صورة فضائية توضح إحاطة الغوطة لمدينة دمشق

غوطة دمشق تحيط بمدينة دمشق من الشرق والغرب والجنوب وهي تتبع دمشق وريف دمشق وهي سهل ممتد من بساتين غنّاء من أشجار الفاكهة تعد من أخصب بقاع العالم، وقد جاء في كتاب عجائب البلدان: ("الغوطة هي الكورة التي قصبتها دمشق وهي كثيرة المياه نضرة الأشجار متجاوبة الأطيار مونقة الأزهار ملتفة الأغصان خضرة الجنان... استدارتها ثمانية عشر ميلا كلها بساتين وقصور تحيط بها جبال عالية من جميع جهاتها ومياها خارجة من تلك الجبال وتمتد في الغوطة عدة أنهار وهي أنزه بقاع الأرض وأحسنها"). وهي إحدى جنات الدنيا والغوطة عبارة عن غابة من الأشجار المثمرة البساتين وكان القدماء يعدّونها من عجائب الدنيا.
وتشتهر غوطة دمشق بخصوبة الأرض وجودة المياه حيث تغذي بساتين الغوطة مجموعة من الأنهار الصغيرة من فروع نهر بردى وشبكة من قنوات الري وهي عبارة عن بساتين من شتى أنواع أشجار الفاكهة وبساط أخضر ممتد فيه كل أنواع الخضروات ومن أشهر فواكه وثمار الغوطة المشمش بأنواعه البلدي والحموي والتوت (التوت الشامي) والخوخ والآرصيه والدراق والكرز والجوز وكذلك تشتهر بزراعة كافة أنواع الخضار والذرة الشامية الشهيرة والزهور، وربيع الغوطة له رونقه وجماله المميز حيث الربيع بكل معانيه.
وتقسم الغوطة إلى قسمين متصلين هما: الغوطة الغربية والغوطة الشرقية .

## الغوطة الغربية
بداية الغوطة الغربية من مضيق ربوة دمشق - الربوة بين الجبال (خانق الربوة) وتمتد غربا وجنوبا إلى مناطق محيط المزة وكفر سوسة وداريا ومعضمية الشام التي تشتهر بكافة أنواع العنب والكسوة التي تشتهر بزراعة الثوم وتسمى الكسوة أيضاً وادي العجم والتي يمر بها نهر الأعوج الذي ينبع من سفوح جبل الشيخ وينتهي ببحيرة الهيجانة وتعتبر المناطق التي يمر بها نهر الأعوج هي الغوطة الغربية ومناطق وبلدات كثيرة محاطة بالأشجار المثمرة وأشجار الحور وكافة أشجار الفاكهة مثل المشمش والخوخ والتوت الشامي والجوز البلدي وغير ذلك من فواكه الغوطة والبساتين والمروج بامتداد رائع أخضر يحتضن الطبيعة.

## الغوطة الشرقية
مركز الغوطة الشرقية وبدايتها هي مدينة دوما وتمتد نحو الشرق والجنوب محيطة بمدينة دمشق ببساط أخضر وكثافة أشجار الفواكه الشامية الشهيرة (الجانيرك والمشمش والخوخ والدراق والكرز والتوت والجوز وغيرها) وزراعة الذرة الشامية وجميع أنواع الخضروات والسرو وأشجار الحور الباسقة الممشوقة وتواصل الغوطة امتدادها إلى مناطق وقرى وبلدات أصبحت مدن الآن مثل سقبا وزملكا وجرمانا والمليحة وعقربا وحزّة وكفربطنا وعربين إلى أن تلتقي بالغوطة الغربية لتكمل إحاطة دمشق بالبساتين.

## التاريخ

### الآثار والتلال الأثرية
تمتد في الغوطة الكثير من الآثار القديمة التي تعود لعصور قديمة متعددة و 15 دير تاريخي أثري ومجموعة من التلال والمواقع الأثرية نذكر منها تل الصالحية يقع على بعد 14 كم وفيه آثار من العصر الحجري القديم وتل أسود ويقع إلى الشرق يحتوى على آثار تعود للعصر الحجري الوسيط والقديم وكذلك تل المرج ويقع في منطقة حوش الريحانة وتل أبو سودة بالقرب من المرج وآثار كثيرة في جسرينوعين ترما وحران العواميد وبلدة حمورة، التي تعرف الآن بحمورية. هذا غير الآثار الدينية وغيرها.

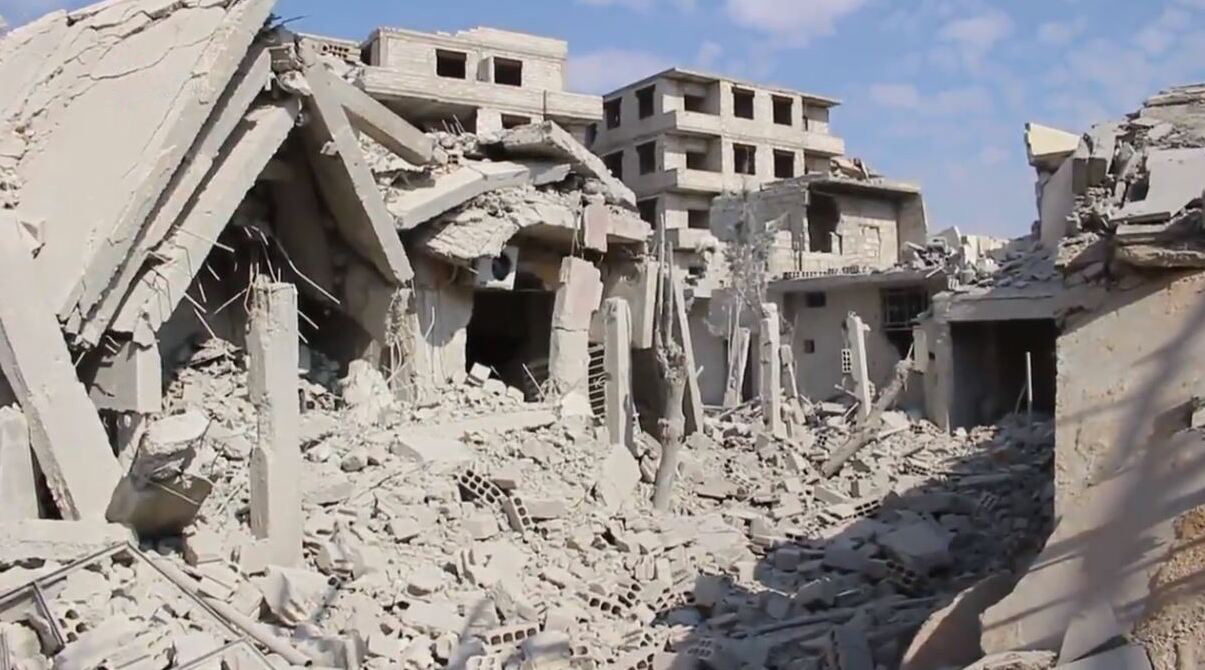
مدينة زملكا، الغوطة الشرقية 2018.

### خلال الحرب الأهلية
انظر إلى
- هجوم ريف دمشق (نوفمبر 2012–فبراير 2013)
- حصار الغوطة الشرقية
- هجوم ريف دمشق (سبتمبر 2015)
- هجوم ريف دمشق (أبريل–مايو 2016)
- هجوم ريف دمشق (يونيو–أكتوبر 2016)
- هجوم ريف دمشق (فبراير–أبريل 2018)

## المزارات الدينية في الغوطة
تنتشر في غوطة دمشق العديد من المزارات الدينية والمقامات وقبور الصحابة مثل مقام السيدة زينب في قرية السيدة زينب في الغوطة جنوب دمشق وقبر الصحابي مدرك بن زياد الفرازي ومقام إبراهيم الخليل في منطقة برزة، وقبر الصحابي عبد الله بن سلام في منطقة سقبا وكذلك قبر ومقام سعد بن عبادة الأنصاري في المليحة. وعدد من المقامات في داريا منها مقام أبي مسلم الخولاني ومقام أبي سليمان الداراني، وجامع المقداد بن الأسود في ببيلا ومقام الخضر في جرمانا ومزار عبد الله بن عوف في معضمية الشام.

## السياحة في الغوطة
الغوطة بجناتها وبساتينها وهوائها العليل اجتذبت الكثير من عشاق الطبيعة وأقيمت داخل بساتين الغوطة مجموعة من الفنادق والمنتزهات ومدن الملاهي ومجمعات المطاعم الكبيرة المتنوعة المنتشرة في مناطق مختلفة من الغوطة حيث بساتين الفاكهة وعذوبة الماء ورقة الهواء وروعة المكان وجمال الطبيعة الساحرة.
تعاني غوطة دمشق عددا من المشاكل أهمها سرطان التوسع العمراني والصناعي، فقد تحولت 70% من مساحتها إلى غابات من المعامل والمساكن، الأمر الذي قلل من قدرتها كغطاء أخضر. كما تعاني الغوطة من تراجع مستوى هطول الأمطار السنوية وجفاف بعض الموارد المائية خصوصا فروع نهر بردى.